# 国鉄ホキ6900形貨車
国鉄ホキ6900形貨車（こくてつホキ6900がたかしゃ）は、かつて日本国有鉄道（国鉄）に在籍したホッパ車である。

## 概要
本形式は、1964年（昭和39年）から1968年（昭和43年）にかけて富士重工業、川崎車輛にて14両（オホキ6000 - オホキ6013）が製造されたカーボンブラック専用の25t積私有貨車である。日本でカーボンブラックを専用種別とする唯一の貨車である。外観は富士重工業製の円形断面で丸みを帯びた物と、川崎車輛製の平板を組み立てた角ばった物とで大きく異なる。ホッパ内部は4室構造になっており夫々の積込口、取出口を備えていた。
本形式の実容積 62.5 m3は日本のホッパ車の中で最大サイズであった。また記号番号表記は特殊標記符号「オ」（全長が12 m をこえるホッパ車）を前置し「オホキ」と標記する。
所有者は、旭カーボンの1社のみであり常備駅は信越本線貨物支線の焼島駅であった。
運用は西武線経由の小川駅で、専用線が接続していたブリヂストン東京工場向けの輸送であった。
荷役方式は、上入れ、自重落下による下出し方式（レール内側）である。台車はベッテンドルフ式のTR41Cである。
全長は14,500 mm、全幅は2,996 mm、全高は4,048 mm、自重は18.2 t - 18.8 t、換算両数は積車4.5、空車1.8である。
1983年（昭和58年）9月22日に全車（14両）一斉に廃車となり形式消滅した。

## 年度別製造数
各年度による製造会社と両数は次のとおりである。
- 昭和39年度 - 6両 
  - 富士重工業 4両 旭カーボン（オホキ6900 - オホキ6903）
  - 川崎車輌 2両 旭カーボン（オホキ6904 - オホキ6905）
- 昭和40年度 - 4両 
  - 富士重工業 2両 旭カーボン（オホキ6906 - オホキ6907）
  - 川崎車輌 2両 旭カーボン（オホキ6908 - オホキ6909）
- 昭和42年度 - 2両 
  - 富士重工業 2両 旭カーボン（オホキ6910 - オホキ6911）
- 昭和43年度 - 2両 
  - 富士重工業 2両 旭カーボン（オホキ6912 - オホキ6913）